# Piotr Ryba
Piotr Teodor Ryba (ur. 8 września 1897 w Łapanowie, zm. 23 sierpnia 1963 w Katowicach) – podpułkownik piechoty Wojska Polskiego.

## Życiorys
Urodził się 8 września 1897 w Łapanowie, w rodzinie Jana. Po ukończeniu Szkoły Podstawowej w Łapanowie, ukończył Gimnazjum św. Jacka w Krakowie. Podczas I wojny światowej pełnił służbę w armii austro-węgierskiej jako dowódca plutonu a później kompanii piechoty. Po odzyskaniu niepodległości przez Polskę w listopadzie 1918 wstąpił do Wojska Polskiego.
W Wojsku Polskim służył przez cały okres do 1939, między innymi jako oficer 73 Pułku Piechoty w Katowicach, 80 pułku piechoty w Słonimiu i 16 pułku piechoty w Tarnowie. Na stopień kapitana został mianowany ze starszeństwem z dniem 1 lipca 1925 i 27. lokatą, na stopień majora mianowany ze starszeństwem z dniem 19 marca 1937 i 45. lokatą w korpusie oficerów piechoty. W chwili wybuchu II wojny światowej był dowódcą I batalionu 16 pp.
W kampanii wrześniowej 1939, po bitwie w rejonie Pszczyny, 2 września, mjr Ryba stanął na czele mieszanej grupy bojowej w składzie I i IV batalionów i plutonu przeciwpancernego 16 pp, baterii artylerii 6 pal, trzech plutonów kompanii Obrony Narodowej „Kęty” z Oświęcimskiego Batalionu ON i żołnierzy z innych oddziałów (m.in. 12 pp i 20 pp), wycofującej się w nocy z 2 na 3 września lasami z okrążenia niemieckiego. Grupa ta wycofała się na południowy wschód od Międzyrzecza, tocząc walki ze ścigającymi ją Niemcami. Podczas dalszego marszu w kierunku Oświęcimia, rano 4 września grupa rozproszyła sztab niemieckiej 5 Dywizji Pancernej w pałacyku pod Rajskiem, lecz w następującym boju w oparciu o Sołę, poniosła straty na skutek kontrakcji niemieckich czołgów i piechoty. Forsowanie wezbranej Soły sprawiało trudności, dopiero pod wieczór major Ryba z grupą żołnierzy sforsował Sołę pod Osiekiem i dotarł do sztabu 6 Dywizji Piechoty w Skawinie.
Podczas dalszych działań Piotr Ryba dostał się do niewoli niemieckiej, ale uciekł w Krakowie z transportu. Ukrywał się pod nazwiskiem Jan Grzywacz początkowo w Krakowie, później w rejonie Dębicy i Mielca. W 1942 wstąpił tam do oddziału partyzanckiego Batalionów Chłopskich im. W. Witosa, służąc tam jako instruktor.
Po wyzwoleniu tych ziem, w sierpniu 1944 wstąpił do Wojska Polskiego i został dowódcą batalionu w 2 zapasowym pułku piechoty w Rzeszowie. W grudniu 1945 awansował na stopień podpułkownika. W jednostce tej służył do czerwca 1946, w charakterze kierownika sekcji wyszkolenia bojowego i zastępcy szefa Wydziału Operacyjnego. Po zakończeniu służby w wojsku zamieszkał w Katowicach, gdzie pracował w Miejskiej Komunikacji Samochodowej. 
Był mężem Wandy z Jaroszów (ur. 1912). 

## Awanse
- porucznik - zweryfikowany ze starszeństwem z 1 czerwca 1919
- kapitan - ze starszeństwem z 1 lipca 1925
- major - ze starszeństwem z 19 marca 1937

## Ordery i odznaczenia
- Krzyż Srebrny Orderu Wojennego Virtuti Militari (1967 - za walki w 1939)
- Złoty Krzyż Zasługi (25 maja 1939)[7]
- Medal Zwycięstwa i Wolności 1945 (1946)
- Medal 10-lecia Polski Ludowej (23 maja 1955)[8]
- Medal Pamiątkowy za Wojnę 1918–1921 (1928)
- Medal Dziesięciolecia Odzyskanej Niepodległości (1928)
- Srebrny Medal za Długoletnią Służbę (1939)
- Brązowy Medal za Długoletnią Służbę (1938)